# 스나이펠스네스반도

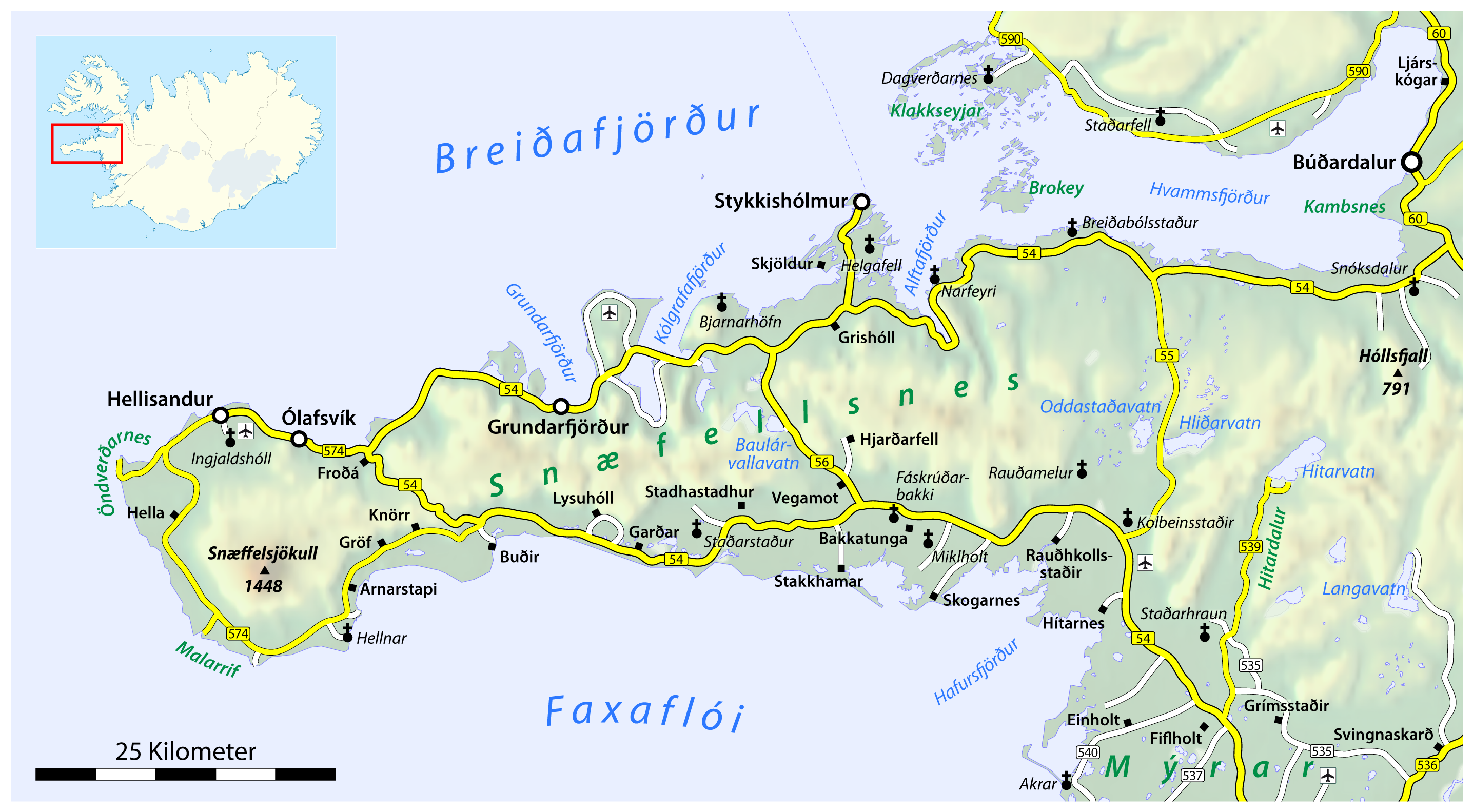
스나이펠스네스반도의 위치

스나이펠스네스반도(아이슬란드어: Snæfellsnes)는 아이슬란드 서부에 있는 반도이다. 팍사만과 브레이다피외르뒤르를 분리하는 형태로 되어 있으며, 반도의 밑에는 보르가르피외르뒤르가 있다. 전통적인 지방 구분에서 베스튀를란드 중앙에 위치한다.

## 지리
빙하를 보유한 높이 1,446m의 화산인 스나이펠스외쿨이 여기에 있다. 스나이펠스외쿨은 반도에서 가장 높은 산이며, 산 정상 부근에 빙하가 있다. 날씨가 좋으면 120km 떨어진 레이캬비크에서도 볼 수 있다.
스나이펠스네스 주변은 국립공원으로 관리되고 있다.
동서로 뻗은 반도의 북쪽 해안에는 리프, 올라프스비크, 그룬다르피외르뒤르 등의 촌락이 있다.

## 같이 보기
- 아이슬란드의 지리